# Пилиг
Пилиг (таб. Пилигъ) — село в Табасаранском районе Республики Дагестан (Россия). Входит в состав сельского поселения «Сельсовет Хурикский».

## География
Село Пилиг расположено в верхней части Табасаранского района. По обеим его сторонам протекают небольшие речки Ханагнир и Карвунир.

## Население
| 1895 | 1926 | 1939 | 1970 | 1989 | 2002 | 2010 |
| ---- | ---- | ---- | ---- | ---- | ---- | ---- |
| 406  | ↘371 | ↗419 | ↗698 | ↗839 | ↘771 | ↘761 |
| 2021 |      |      |      |      |      |      |
| ↘749 |      |      |      |      |      |      |

## Инфраструктура

### Культура
- Центр традиционной культуры народов России.
- На западной части села в 2022 году жителем села в лесном массиве, на холме обнаружен Смотровая башня,  предположительно  14-16 веков.
- на окраине села имеется пещера с двумя ветками, одна ветка проходит горизонтально 40 метров, вторая ветка идёт вглуб  достигает более 70 метров.

## Достопримечательности
В 1,5 км северо-западнее села имеются три небольших входа сероводородных вод с маленьким дебитом. По линии стока воды отмечаются налеты коллоидальной серы и черного ила. Вода используется населением для лечения ревматизма, болезней органов пищеварения, а также костно-мышечной системы и соединительной ткани.